# しっぺ返し戦略
しっぺ返し戦略（しっぺがえしせんりゃく、英: tit for tat）とは、ゲーム理論におけるゲームの1つ「繰り返し囚人のジレンマ」（プレイヤー＝囚人が、ゲームの繰り返し回数を知らされない無期限繰り返しゲーム）での戦略の1つである。
アメリカ合衆国ミシガン大学の政治学者ロバート・アクセルロッドの呼びかけで、世界中の専門家から集められた戦略をリーグ戦方式で対戦させる選手権が2度開催されたが、2度ともしっぺ返し戦略が優勝している。なお、2004年に開催された大会では主人と奴隷に敗れている。
日本語としてはオウム返し戦略や応報戦略と呼ばれることもある。

## 概要
しっぺ返し戦略では、
1. 1手目は協調を選択する。
2. 2手目以降のn手目は、(n-1)手目に相手が出した手と同じ手を選択する。
例えば2手目の場合、1手目に相手が協調を選択していたら協調を選択し、1手目に相手が裏切りを選択していたら裏切りを選択する。

しっぺ返し戦略について初めて言及されたものは1965年発表のアナトール・ラパポートとAlbert M. Chammahによる「Prisoner's dilemma: a study in conflict and cooperation」（日本語訳版『囚人のジレンマ―紛争と協力に関する心理学的研究』（1983年、啓明社））においてである。この中ではSIMPLETON（バカ、マヌケの意）と名付けられていた。